# Lourdes Maldonado
María Guadalupe Lourdes Maldonado López (* 11. Februar 1955 in Gómez Palacio, Durango, Mexiko; † 23. Januar 2022 in Tijuana, Baja California) war eine mexikanische Journalistin, die 2022 einem Mordanschlag zum Opfer fiel.

## Leben
Lourdes Maldonado studierte Wirtschaftswissenschaften an der Universidad Autónoma de Baja California (UABC). Bereits in den 1970er Jahren arbeitete sie journalistisch für Medienunternehmen in Cancún und Yucatán und absolvierte in der Folge ein Studium an der Journalistenschule Carlos Septién García in Mexiko-Stadt. 1988 gehörte sie zu einem Team von Nachrichtenkorrespondenten bei ECO, einem mexikanischen Fernsehsender, der sich an ein spanischsprachiges Publikum richtet und zu Televisa gehört, und berichtete über Mexiko, Lateinamerika, die Vereinigten Staaten, Südkanada, Nordafrika und Europa. Sie machte sich bei ECO einen Namen und wurde auch nach Russland und Deutschland geschickt, von wo sie über den Fall der Berliner Mauer berichtete.
In den 1990er Jahren entschloss sie sich, Mexiko-Stadt zu verlassen und sich einer Gruppe junger Reporter bei Notivisa auf Kanal 12, dem lokalen Nachrichtensender von Televisa in Tijuana, anzuschließen.
Sie arbeitete für eine Vielzahl von Medienunternehmen, wie Televisa, bei Radio Centro als Korrespondentin, für die Organización Editorial Mexicana (OEM) bei den Zeitungen La Prensa, El Sol de Tijuana und Esto sowie PSN (Primer Sistema de Noticias). Maldonado berichtete über allgemeine Nachrichten, Politik und Korruption und war für ihren scharfen und manchmal konfrontativen Berichterstattungsstil bekannt. Ab August 2021 sendete sie über Radio Sintoniza Sin Fronteras und soziale Netzwerke die Sendung „Brebaje“ (Gebräu), in der sie über lokale Nachrichten berichtete.
Bis kurz vor ihrer Ermordung lag Lourdes Maldonado in einem langjährigen Rechtsstreit gegen den Ex-Gouverneur des Bundesstaates Baja California, Jaime Bonilla, wegen ausstehender Gehaltsforderungen im Zusammenhang mit einer ungerechtfertigten Entlassung. Der Politiker ist Gründer des TV-Nachrichtensenders PSN, für den sie gearbeitet hatte. Im März 2019 hatte Maldonado in Mexiko-Stadt an der täglichen Pressekonferenz des mexikanischen Präsidenten Andrés Manuel López Obrador – einem Parteifreund Bonillas – teilgenommen und Fragen gestellt sowie mit Blick auf den Streit mit Bonilla erklärt, sie fürchte um ihr Leben und brauche die Hilfe des Präsidenten.
Am 19. Januar 2022 entschied ein Richter in dem Rechtsstreit zugunsten von Maldonado. Berichten zufolge wurde der Journalistin eine Entschädigung von 500.000 Pesos (etwa 25.000 US-Dollar) zugesprochen. Darüber hinaus, so hieß es in den Berichten, hätte PSN dem Anwalt der Journalistin Informationen und Unterlagen zum Beleg der Zahlung von Rentenversicherungsbeiträgen und Sozialabgaben seiner Mitarbeiter aushändigen müssen.
Vier Tage nach dem Gewinn des Prozesses wurde Lourdes Maldonado in der Nähe ihres Hauses erschossen. Ihr Grab befindet sich auf dem Cementerio Monte de los Olivos in Tijuana.

## Post Mortem
Im Februar 2022 wurden drei tatverdächtige Männer in Baja California verhaftet, die im Oktober desselben Jahres zu Haftstrafen zwischen 20 und 24 Jahren verurteilt wurden. Der Auftraggeber war bis zum Januar 2024 noch nicht identifiziert.
Jaime Bonilla bestritt in Interviews, etwas mit dem Tod von Lourdes Maldonado zu tun zu haben. Der Rechtsstreit sei eine Angelegenheit zwischen der Journalistin und seiner Firma gewesen und habe nichts mit ihm als Person zu tun. Es habe nie die geringste Reiberei zwischen ihm und ihr gegeben. Er habe auch keine Erklärung dafür, dass sie den Präsidenten um Schutz gebeten habe.